# Distribució de Pareto generalitzada
En estadística, la distribució de Pareto generalitzada (GPD) és una família de distribucions de probabilitat contínues. Sovint s'utilitza per modelar les cues d'una altra distribució. S'especifica per tres paràmetres: ubicació {\displaystyle \mu }, escala {\displaystyle \sigma }, i forma {\displaystyle \xi }. De vegades només s'especifica per l'escala i la forma i de vegades només pel seu paràmetre de forma. Algunes referències donen el paràmetre de forma com {\displaystyle \kappa =-\xi \,}.

## Definició
La funció de distribució acumulada estàndard (cdf) de la GPD es defineix per
{\displaystyle F_{\xi }(z)={\begin{cases}1-\left(1+\xi z\right)^{-1/\xi }&{\text{per a }}\xi \neq 0,\\1-e^{-z}&{\text{per a }}\xi =0.\end{cases}}}
on hi ha el suport {\displaystyle z\geq 0} per {\displaystyle \xi \geq 0} i {\displaystyle 0\leq z\leq -1/\xi } per {\displaystyle \xi <0} . La funció de densitat de probabilitat corresponent (fdp) és
{\displaystyle f_{\xi }(z)={\begin{cases}(1+\xi z)^{-{\frac {\xi +1}{\xi }}}&{\text{per a }}\xi \neq 0,\\e^{-z}&{\text{per a }}\xi =0.\end{cases}}}

## Caracterització
La família de distribucions a escala de localització relacionada s'obté substituint l'argument z per {\displaystyle {\frac {x-\mu }{\sigma }}} i ajustant el suport en conseqüència.
La funció de distribució acumulada de {\displaystyle X\sim GPD(\mu ,\sigma ,\xi )} ({\displaystyle \mu \in \mathbb {R} }, {\displaystyle \sigma >0}, i {\displaystyle \xi \in \mathbb {R} }) és
{\displaystyle F_{(\mu ,\sigma ,\xi )}(x)={\begin{cases}1-\left(1+{\frac {\xi (x-\mu )}{\sigma }}\right)^{-1/\xi }&{\text{per a }}\xi \neq 0,\\1-\exp \left(-{\frac {x-\mu }{\sigma }}\right)&{\text{per a }}\xi =0,\end{cases}}}
on el suport de {\displaystyle X} és {\displaystyle x\geqslant \mu } Quan {\displaystyle \xi \geqslant 0\,}, i {\displaystyle \mu \leqslant x\leqslant \mu -\sigma /\xi } Quan {\displaystyle \xi <0}.
La funció de densitat de probabilitat (fdp) de {\displaystyle X\sim GPD(\mu ,\sigma ,\xi )} és
{\displaystyle f_{(\mu ,\sigma ,\xi )}(x)={\frac {1}{\sigma }}\left(1+{\frac {\xi (x-\mu )}{\sigma }}\right)^{\left(-{\frac {1}{\xi }}-1\right)}}
de nou, per {\displaystyle x\geqslant \mu } Quan {\displaystyle \xi \geqslant 0}, i {\displaystyle \mu \leqslant x\leqslant \mu -\sigma /\xi } Quan {\displaystyle \xi <0}.
La fdp és una solució de l'equació diferencial següent:
{\displaystyle \left\{{\begin{array}{l}f'(x)(-\mu \xi +\sigma +\xi x)+(\xi +1)f(x)=0,\\f(0)={\frac {\left(1-{\frac {\mu \xi }{\sigma }}\right)^{-{\frac {1}{\xi }}-1}}{\sigma }}\end{array}}\right\}}